# Град Белград
Град Белград (на сръбски: Град Београд или Grad Beograd) е административна единица в Сърбия със свое местно самоуправление, която обхваща Белград и неговите предградия. Има статут, приравнен на окръг.

## География
Намира се в северната част на Централна Сърбия. Обхваща територии от историческите области Шумадия, Срем и Банат. Заема площ от 3227 km², което е 3,6% от територията на страната.

## Население
Населението му възлиза на 1 621 396 жители (2008). Гъстотата му е 502,4 д/km². В окръга живеят 21% от жителите на Република Сърбия.

## Административно деление
Град Белград се дели на 17 градски общини.
- Община Бараево
- Община Чукарица
- Община Гроцка
- Община Лазаревац
- Община Младеновац
- Община Нови Белград
- Община Обреновац
- Община Палилула
- Община Раковица
- Община Савски Венец
- Община Сопот
- Община Стари Белград
- Община Сурчин
- Община Вождовац
- Община Врачар
- Община Земун
- Община Звездара

## Икономика
Белград и околията са икономическият център на Сърбия.

## Спорт
В окръга се намират най-големите спортни клубове в Сърбия – „Цървена Звезда“ и „Партизан“.